# Espanya als Jocs Olímpics d'estiu de 2024
Espanya va competir als Jocs Olímpics d'estiu de 2024 celebrats a París entre el 26 de juliol i l'11 d'agost. La delegació nacional estava formada per 383 esportistes que van competir en 31 esports.
Els abanderats a la cerimònia d'inauguració dels Jocs van ser la regatista Támara Echegoyen i el piragüista Marcus Cooper. A la cerimònia de clausura els abanderats van ser els atletes María Pérez i Jordan Díaz, campions olímpics de marató de marxa amb relleus mixte i de triple salt, respectivament.

## Medaller
| Nom | Esport                           | Competició         | Data       |
| --- | -------------------------------- | ------------------ | ---------- |
| Medalla d'or |                                  |                    |            |
| Diego Botín Florian Trittel | Vela esportiva                   | 49er M             | 2 d'agost  |
| Álvaro Martín Uriol María Pérez García | Atletisme                        | Marxa relleu mixte | 7 d'agost  |
| Jordan Díaz Fortún | Atletisme                        | Triple salt M      | 9 d'agost  |
| Equip | Futbol                           | Torneig M          | 9 agost    |
| Equip | Waterpolo                        | Torneig F          | 10 d'agost |
| Medalla de plata |                                  |                    |            |
| María Pérez García | Atletisme                        | 20 km marxa F      | 1 d'agost  |
| Carlos Alcaraz | Tennis                           | Individual M       | 4 d'agost  |
| Gracia Alonso de Armiño Juana Camilión Vega Gimeno Sandra Ygueravide                                                                                                 | Basquetbol 3x3                   | Torneig F          | 5 d'agost  |
| Ayoub Ghadfa | Boxa                             | + 92 kg M          | 10 d'agost |
| Medalla de bronze |                                  |                    |            |
| Francisco Garrigós | Judo                             | - 60 kg M          | 27 juliol  |
| Álvaro Martín Uriol | Atletisme                        | 20 km marxa M      | 1 d'agost  |
| Pau Echaniz | Piragüisme en eslàlom            | K1 M               | 1 d'agost  |
| Emmanuel Reyes Pla | Boxa                             | - 92 kg            | 4 d'agost  |
| Cristina Bucșa Sara Sorribes | Tennis                           | Dobles F           | 4 d'agost  |
| Meritxell Ferré Gaset Marina García Polo Lilou Lluís Valette Meritxell Mas Pujadas Alisa Ozhogina Ozhogin Paula Ramírez Ibáñez Iris Tió i Casas Blanca Toledano Laut | Natació artística                | Equip              | 7 d'agost  |
| Diego Domínguez Martín Joan Antoni Moreno Bennàssar | Piragüisme a aigues tranquil·les | C2 500 m M         | 8 d'agost  |
| Carlos Arévalo López Marcus Cooper Walz Saúl Craviotto i Rivero Rodrigo Germade                                                                                      | Piragüisme a aigues tranquil·les | K4 500 m M         | 8 d'agost  |
| Equip | Handbol                          | Torneig M          | 11 d'agost |

## Diplomes olímpics
L'equip olímpic d'Espanya va aconseguir 51 diplomes olímpics.
| Nom                                                                   | Esport                            | Competició                 |
| 4ª posició                                                            | 4ª posició                        | 4ª posició                 |
| --------------------------------------------------------------------- | --------------------------------- | -------------------------- |
| Enrique Llopis Doménech                                               | Atletisme                         | 110 tanques M              |
| Carolina Marín Martín                                                 | Bàdminton                         | Individual F               |
| Albert Torres Barceló                                                 | Ciclisme en pista                 | Òmnium M                   |
| Equip                                                                 | Futbol                            | Torneig F                  |
| Equip                                                                 | Hoquei sobre herba                | Torneig M                  |
| Marcus Cooper Walz Adrián del Río                                     | Piragüisme en aigües tranquil·les | K2 500m M                  |
| Antía Jácome                                                          | Piragüisme en aigües tranquil·les | C1 1200m F                 |
| Mar Molné i Magriñà                                                   | Tir                               | Fossa olímpica             |
| Nora Brugman Cabot Jordi Xammar Hernández                             | Vela esportiva                    | 470 mixte                  |
| 5ª posició                                                            |                                   |                            |
| Mohamed Attaoui Tijani                                                | Atletisme                         | 800 m M                    |
| Equip                                                                 | Bàsquet                           | Torneig F                  |
| Rafael Lozano Serrano                                                 | Boxa                              | -51 kg M                   |
| José Quiles Brotons                                                   | Boxa                              | -57 kg M                   |
| Jon Rahm                                                              | Golf                              | Individual M               |
| Laura Martínez                                                        | Judo                              | -48 kg F                   |
| Ai Tsunoda Roustant                                                   | Judo                              | -70 kg F                   |
| Tristani Mosakhlishvili                                               | Judo                              | -90 kg M                   |
| Nikoloz Sherazadishvili                                               | Judo                              | -100 kg M                  |
| Miquel Travé Pujal                                                    | Piragüisme en eslàlom             | C1 M                       |
| Rodrigo Conde Aleix García                                            | Rem                               | Doble scull M              |
| Jaime Canalejo Javier García Ordóñez                                  | Rem                               | Dos sense timonell M       |
| Nadia Erostarbe                                                       | Surf                              | F                          |
| Adrián Vicente Yunta                                                  | Taekwondo                         | -58 kg M                   |
| Javier Pérez Polo                                                     | Taekwondo                         | -68 kg M                   |
| Carlos Alcaraz Rafael Nadal                                           | Tennis                            | Dobles M                   |
| Álvaro Robles María Xiao                                              | Tennis taula                      | Dobles mixtes              |
| Fátima Gálvez                                                         | Tir                               | Fossa olímpica F           |
| Adrián Gavira Pablo Herrera                                           | Voleibol de platja                | Torneig M                  |
| Daniela Álvarez Tania Moreno                                          | Voleibol de platja                | Torneig F                  |
| 6ª posició                                                            |                                   |                            |
| Ana Peleteiro                                                         | Atletisme                         | Triple salt F              |
| Yulenmis Aguilar                                                      | Atletisme                         | Javelina F                 |
| Mavi García                                                           | Ciclisme en ruta                  | Individual F               |
| Hugo González                                                         | Natació                           | 100 m esquena M            |
| Hugo González                                                         | Natació                           | 200 m esquena M            |
| Estefanía Fernández Carolina García María Teresa Portela Sara Ouzande | Piragüisme en aigues tranquil·les | K4 500 m F                 |
| María Corbera Antía Jácome                                            | Piragüisme en aigues tranquil·les | C2 500 m F                 |
| Adrián Abadía Nicolás García                                          | Salts                             | Trampolí 3m sincronitzat M |
| Pablo Acha Elia Canales                                               | Tir amb arc                       | Equips mixte               |
| Equip                                                                 | Waterpolo                         | Torneig M                  |
| 7ª posició                                                            |                                   |                            |
| Laura García-Caro                                                     | Atletisme                         | 20 km marxa F              |
| Alberto Ginés                                                         | Escalada esportiva                | Combinada M                |
| Rayderley Zapata                                                      | Gimnàstica artística              | Terra M                    |
| Equip                                                                 | Hoquei sobre herba                | Torneig F                  |
| Alisa Ozhogina Iris Tió                                               | Natació artística                 | Dúo F                      |
| Esther Briz Aina Cid                                                  | Rem                               | Dos sense timonell F       |
| Naia Laso                                                             | Skatebaording                     | Park F                     |
| 8ª posició                                                            |                                   |                            |
| Sebastián Mora Albert Torres                                          | Ciclisme en pista                 | Madison M                  |
| Leslie Romero                                                         | Escalada esportiva                | Velocitat F                |
| Dennis Carracedo Caetano Horta                                        | Rem                               | Doble scull lleuger M      |
| Valeria Antolino                                                      | Salts                             | Trampolí 3 m F             |
| Alberto González                                                      | Triatló                           | Individual M               |